# 汎スカンディナヴィア主義

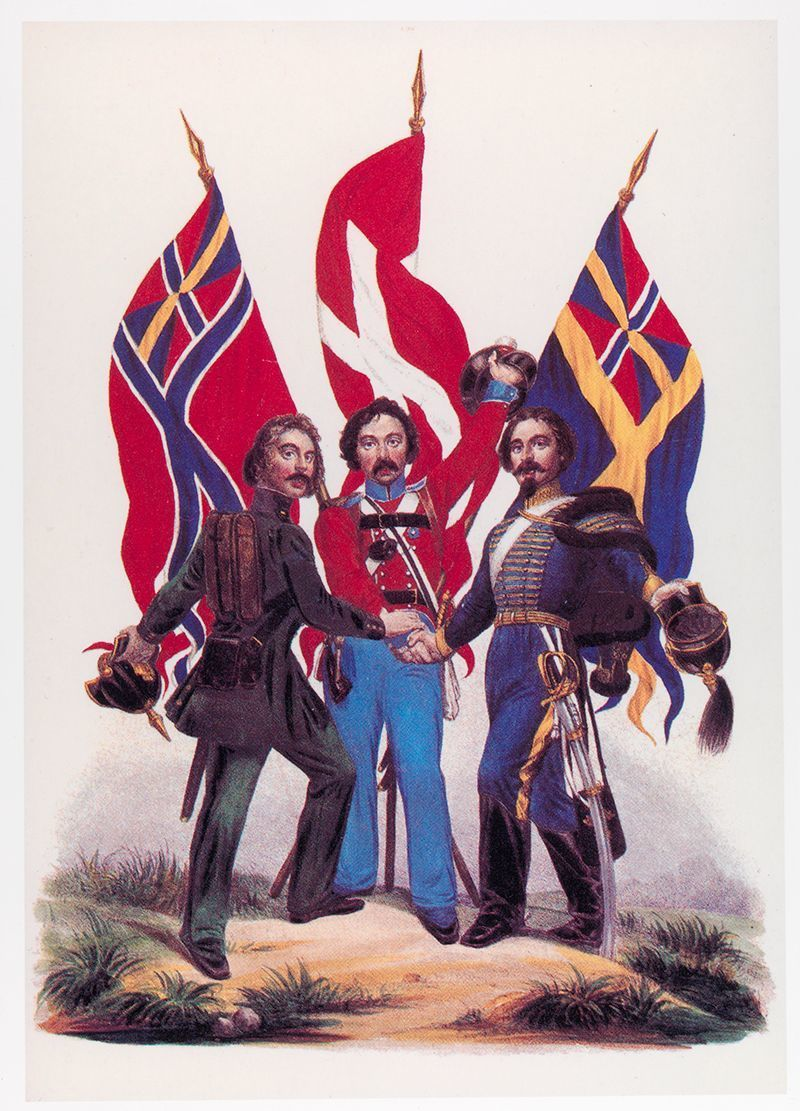
汎スカンディナヴィア主義

汎スカンディナヴィア主義（はんスカンディナヴィアしゅぎ、英: Scandinavism、典: Skandinavism、丁: Skandinavisme、ノルウェー語: Skandinavisme）とは、北欧諸国（デンマーク、ノルウェー、スウェーデン）、特に「ノルマン人」の連帯と統一を目指す思想運動である。北欧諸国が、欧州列強の脅威に囲まれる中で、北欧の団結と統合を体現化したナショナリズムの昂揚である。この時代、知識人たちが好んで用いた言葉、「ノルデン（Norden）」は、汎スカンディナヴィア主義の概念となった。この「ノルデン」という言葉は、現在でもスウェーデンの国歌の一部分として用いられている。

## 概要
元々は、1829年に行われた文芸運動が起源であった。この運動は、三王国の文学作品・雑誌・新聞などを相互に融通しあい、北欧の文化的一体性と経済的発展を目指した文化活動が主体であったが、この時、スウェーデン・ルンド大学の作家が、「北欧の分裂と抗争の時代は終った」と語った事から、北欧三ヶ国の知識人、学生らによる社会的・政治的運動へと拡大して行った。1838年の冬には、コペンハーゲン大学とルンド大学の大学生が、氷結したエーレスンド海峡の氷上で邂逅し、北欧の連帯と団結を誓い合った。そしてその運動は、学生たちによるスカンディナヴィア学生大会に発展して行く。
この運動に対し、当時のデンマークとスウェーデンの国王は、当初は関心を抱かなかったが、1844年に即位したスウェーデン＝ノルウェー王オスカル1世は、積極的に支持し、これを国是とした。また、1848年に即位したデンマーク王フレデリク7世も同調し、急速に実現へ向けて動き出すことになる。
1840年以降には、北欧三国で学生大会や、知識人による大会が行われる様になり、政治的なスローガンが掲げられ、急速に政治的な運動を帯びて行った。1840年代後半には、フィンランド大公国のヘルシンキ大学の学生が参加し、ロシア帝国がこれに抗議するという事態となった。ロシアの介入を懸念した北欧諸国の政府は、この運動を不快視し、文化活動と政治運動の乖離が見られる様になる。
こうした中、国際情勢は急激に悪化する事となる。ヨーロッパに吹き荒れた「1848年革命」は、「ウィーン体制」の秩序を崩壊させ、北欧はヨーロッパの国際問題に巻き込まれて行くのである。勃興する帝国主義、特に後に「汎ゲルマン主義」へと発展する「ドイツ統一問題」そして、盟主ロシア帝国による「汎スラヴ主義」が北欧を覆い、その脅威に対抗するために、北欧の団結と統合が真剣に唱えられる様になった。こうした北欧諸国民の意を酌む様に、スウェーデン王オスカル1世は、汎スカンディナヴィア主義の盟主及び牽引者となり、デンマーク国王フレデリク7世及びデンマーク政府も、オスカル1世が打ち出した政策を一致団結して行う事となった。
かかる時代背景の中、北欧では、デンマークとドイツ統一問題を巡る「シュレースヴィヒ＝ホルシュタイン問題」と言う民族問題に巻き込まれて行く。汎スカンディナヴィア主義運動は、北欧の団結をスローガンにオスカル1世の指導のもと、デンマークという兄弟国の救済に奔走するのである。1848年にそれは「第一次シュレースヴィヒ＝ホルシュタイン戦争」として現実化したが、最終的に汎スカンディナヴィア主義の昂揚を背景に、1852年にスウェーデンの調停による「ロンドン議定書」が締結され、デンマークの優位で休戦した。しかし休戦協定は、汎スカンディナヴィア主義を必要以上に盲信するデンマーク政府の過度な強硬姿勢により混迷を深め、このシュレースヴィヒ＝ホルシュタイン問題が、汎スカンディナヴィア主義の挫折の伏線となるのである。
また、1853年には、ロシア帝国とイギリス・フランスの列強間で「クリミア戦争」が勃発した。この戦争に対し、オスカル1世は、ロシアに対し宣戦布告を考えたが、フィンランドの奪回の他にフィンランド人の救済という意図も部分的にあった。なお、フィンランドにおいても、「1848年革命」の後、ロシアへの反感から、民族主義が昂揚して行った。フィンランド人の中にも、フィンランドが北欧の一員であると言う自負が芽生え、フィンランドナショナリズムへと発展して行くのである。
第一次シュレースヴィヒ＝ホルシュタイン戦争後、汎スカンディナヴィア主義は一時停滞したが、1856年にオスカル1世は、スカンディナヴィア学生大会に出席した学生らをドロットニングホルム宮殿に招き、「今や北欧諸国間の戦争は不可能となった」という演説をした事から、再び昂揚して行く。さらに1857年には、スウェーデン・デンマークの軍事同盟が提唱された。これは、シュレースヴィヒ＝ホルシュタイン問題に対する自衛策であったが、スウェーデン政府はこの案を否決した。オスカル1世は1859年に没したが、その子であるスウェーデン王カール15世に国策として引き継がれた。しかしこの頃には、すでに汎スカンディナヴィア主義は退潮の兆しを迎えていた。それは、北欧諸国の政府による幕引きでもあった。その一方で、北欧諸国民による北欧三国による統一国家が真剣に検討されていた。汎スカンディナヴィア主義の火は消えず、時のデンマーク国王フレデリク7世に後継者が生まれないことを契機に、フレデリク7世がカール15世を養子にするという形で、スウェーデン・デンマーク王室主導の「スカンディナヴィア連合王国」も模索されていた。これは、中世以来の「カルマル同盟」の再興の意味を持っていた。統一国家の首都はイェーテボリになるとまことしやかに囁かれた。
1863年、シュレースヴィヒ＝ホルシュタイン戦争再来の暗影の中で、スウェーデンのイェーテボリで国民会議が開かれた。その主旨は経済会議であったが、出席たちの北欧の政治統合を目指した「北欧連合議会」の設立が主張された。これは「北欧連合国家」樹立を目指した、汎スカンディナヴィア主義の最後の昂揚であった。
1864年、シュレースヴィヒ＝ホルシュタイン問題は、デンマークによる新王朝グリュクスボー朝が、シュレースヴィヒ＝ホルシュタイン公国の継承を宣言した事から、第二次シュレースヴィヒ＝ホルシュタイン戦争は再開された。この頃、すでにデンマークを除く北欧諸国の政府及び政治家たちは、汎スカンディナヴィア主義に対しては冷淡となっていた。スウェーデン政府は、国王の政治問題への介入を、民主政治に対する越権行為であると考えていた。カール15世は、第二次シュレースヴィヒ＝ホルシュタイン戦争に対して参戦する意志を表明したが、政府は拒絶し、ここに汎スカンディナヴィア主義の理念は消滅した。これら全てを見切っていたプロイセンのビスマルク外交の前に、シュレースヴィヒ＝ホルシュタイン戦争はデンマークの大敗に終り、汎スカンディナヴィア主義運動は潰えた。北欧統一の夢は、厳しい国際社会の現実の前には無力であったのである。この帰結は、北欧各国の自立化へと向い、以後、北欧は、より冷徹な形での重武装中立主義へと変遷して行った。1905年の#ノルウェー独立は、その一因と言える。
なお、1872年に即位したスウェーデン王オスカル2世は、ドイツ帝国による「汎ゲルマン主義」に傾倒している。これは、形を変えた汎スカンディナヴィア主義の表れであったと同時に、北欧の団結と統一を拒絶した、スウェーデン政府への抵抗であった。
北欧諸国の連帯が実現するのは1世紀経った1952年の北欧理事会設立まで待たねばならなかった。

## 年表
民族主義の成立背景
- 8世紀-11世紀 - 「ヴァイキング」の時代。この時代は、「ノルマン人」としての最後の活動となる
- 8世紀 - ダーネヴィアケが築かれる。シュレースヴィヒとホルシュタインの原境界となる
- 1016年 - 北海帝国時代（ - 1042年）
- 1319年 - スウェーデンとノルウェーの人的同君連合時代（ - 1355年）
- 1323年 - スウェーデン＝フィンランドの成立（ - 1809年）
- 1380年 - デンマーク・ノルウェー連合王国（ - 1396年）
- 1397年 - カルマル同盟締結。北欧諸国の民族主義の原風景とされる
- 1460年 - デンマーク王国（カルマル同盟＝オルデンブルク朝）が両国を同君連合とする
- 1523年 - スウェーデン王国の独立。北欧は抗争の時代に入る
- 1537年 - デンマーク＝ノルウェーの成立（ - 1814年）
- 1789年 - フランスでフランス革命勃発。民族主義を原理とする国民国家形成
- 1803年 - ナポレオン戦争勃発。民族主義がヨーロッパ各地に「輸出」される
- 1814年 - ウィーン体制。スウェーデン＝ノルウェーの成立と、フィンランドの北欧からの離別

汎スカンディナヴィア主義の昂揚と挫折
- 1829年 - ルンド大学の作家エサイア・テグネルが、デンマーク人の作家・詩人エーレン・シュレーエルに月桂冠を捧げる。汎スカンディナヴィア主義の起源
- 1838年 - ルンド大学とコペンハーゲン大学の大学生がエーレスンド海峡上で邂逅
- 1839年 - コペンハーゲンで第1回#スカンディナヴィア学生大会
- 1844年 - オスカル1世、スウェーデン＝ノルウェー王に即位
- 1848年 - フレデリク7世、デンマーク王に即位。ヨーロッパで1848年革命
- 1848年 - フレデリク7世、絶対王制を廃止した6月憲法を制定
- 1848年 - 第一次シュレースヴィヒ＝ホルシュタイン戦争（ゲルマニズムとスカンディナヴィズムの衝突）
- 1851年 - クリスティアニアでスカンディナヴィア学生大会
- 1852年 - コペンハーゲンで学生大会
- 1852年 - オスカル1世の調停により、シュレースヴィヒ＝ホルシュタイン戦争終結（ロンドン議定書）
- 1853年 - クリミア戦争（ - 1856年）。フィンランド人の民族主義を刺激
- 1856年 - ウプサラで学生大会
- 1857年 - オスカル1世、「スウェーデン・デンマーク防衛同盟」を構想
- 1859年 - オスカル1世死去。カール15世即位
- 1860年 - カール15世、デンマーク訪問。フレデリク7世と「スカンディナヴィア連合王国」樹立を構想
- 1862年 - コペンハーゲンで学生大会
- 1862年 - コペンハーゲンで、デンマーク・ノルウェー・スウェーデンの学生による反プロイセンデモ
- 1863年 - 北欧国民経済会議。主義者たちによる連合国家の樹立と、連合議会設立が主張される
- 1863年 - カール15世とフレデリク7世、シュレースヴィヒ＝ホルシュタイン公国死守で合意。フレデリク7世、シュレースヴィヒ公国の併合を宣言する（11月憲法）
- 1863年 - フレデリク7世死去。新王にグリュクスボー家のクリスチャン9世即位
- 1864年 - ビスマルク、最後通牒。デンマークの拒否により、プロイセン・オーストリア、デンマークに宣戦布告。第二次シュレースヴィヒ＝ホルシュタイン戦争
- 1864年 - デンマークの敗戦。汎スカンディナヴィア主義の衰退

北欧の分裂と北欧理事会の成立
- 1873年 - スウェーデンとデンマークがスカンディナヴィア通貨同盟（通貨をクローネに統一）を結成。1875年にはノルウェーも加盟
- 1875年 - オスカル2世、ドイツ帝国のベルリン訪問。「汎ゲルマン主義」に同調
- 1905年 - ノルウェー独立。スウェーデン＝ノルウェーの解消
- 1914年 - 「三国国王会議」。第一次世界大戦の中立宣言
- 1917年 - フィンランド独立
- 1918年 - フィンランド内戦
- 1918年 - デンマークを盟主とするアイスランド王国成立（ - 1944年）
- 1920年 - 民族自決権により、北シュレースヴィヒがデンマークに帰属
- 1939年 - ソ芬戦争（ - 1941年）
- 1940年 - 第二次世界大戦によるナチス・ドイツの北欧侵攻
- 1944年 - アイスランド共和国の成立
- 1949年 - スウェーデン外相アーステン・ウンデーン（スウェーデン語版、英語版）による「スカンディナヴィア防衛同盟」構想
- 1952年 - 「北欧理事会」の設立
- 1989年 - 「東西冷戦」終結。ノルディックバランスの解消

## 読書案内
発行年順。
- 武田龍夫『物語 北欧の歴史 - モデル国家の生成』 中央公論新社〈中公新書 1131〉、1993年5月。ISBN 978-4-12-101131-2。
- 武田龍夫『北欧の外交 - 戦う小国の相克と現実』 東海大学出版会、1998年8月。ISBN 978-4-486-01433-1。
- 『北欧史』 百瀬宏、熊野聰、村井誠人 編、山川出版社〈新版世界各国史 21〉、1998年8月、新版。ISBN 978-4-634-41510-2。
- 武田龍夫『物語 スウェーデン史 - バルト大国を彩った国王、女王たち』 新評論、2003年10月。ISBN 978-4-7948-0612-3。
- ベルゲ、ビョルン 著『世界から消えた50の国　1840‐1975年』角 敦子 訳、原書房、2018年7月。ISBN 978-4-562-05584-5。〈Berge, Bjorn〉

論文
- 村井 誠人「デンマーク（コペンハーゲン大学）の学生生活 : そのスカンディナヴィア主義的理念」『海外事情』ISSN 0453-0950、東京 : 拓殖大学海外事情研究所、1977-05、第25巻第5号、26-33頁、CRID 1520009408825454848。掲載誌別題『Journal of world affairs』
- 『北欧史研究』
  - バルト＝スカンディナヴィア研究会 編『北欧史研究』(1)　バルト＝スカンディナヴィア研究会、1982年4月。NDLJP:4422354、2025年2月2日参照。
  - 大溪 太郎「クリスチャニア・スカンディナヴィア協会の歴史的意義 : ノルウェーにおけるスカンディナヴィア主義の可能性と限界」『北欧史研究』ISSN 0286-6331、小平 : バルト=スカンディナヴィア研究会、2011-07、第28号、1-14頁、CRID 1521136279782896128。
  - 大溪 太郎「カール・ローセンベアの政治的スカンディナヴィア主義 : 1864年のスカンディナヴィア連邦構想とスウェーデン＝ノルウェー同君連合」『北欧史研究』ISSN 0286-6331、小平 : バルト=スカンディナヴィア研究会、2016-12、33号、第59-76頁、CRID 1523388078284244992。
  - 大溪 太郎「1869年スカンディナヴィア学生集会の歴史的位置 : 政治的スカンディナヴィア主義と『実質的』スカンディナヴィア主義の交錯」『北欧史研究』ISSN 0286-6331、小平 : バルト=スカンディナヴィア研究会、2018-11、第35号、59-77頁、CRID 1523951029712869888。
- 『西洋史論叢』
  - 大溪 太郎「歴史家ミカエル・ビルケランの政治的スカンディナヴィア主義 : ノルウェー政治史における『官僚身分の救済手段』か?」『西洋史論叢』ISSN 0388-2586、東京 : 早稲田大学西洋史研究会、2008-12、第30号、79-92頁、CRID 1520572358407353216。掲載誌別題『Studies in western history』
  - 大溪 太郎「1850年代における歴史家 P・A・ムンクの政治的言説と北欧世界 : スカンディナヴィア主義、同君連合そしてパンゲルマン主義」『西洋史論叢』ISSN 0388-2586、東京 : 早稲田大学西洋史研究会、2014-12、第36号、161-176頁、CRID 1520290882793329280。
- 大溪 太郎「ノルウェーの歴史家ムンクのスカンディナヴィア主義論 : 第一次スリースヴィ戦争期を中心に」『史観』ISSN 0386-9350、東京 : 早稲田大学史学会、2013-09、第169号、37-55頁、CRID 1520290882428800000、掲載誌別題『The historical review』。
- 大溪 太郎「L・K・ドーのスカンディナヴィア主義とネイション論」『北ヨーロッパ研究』ISSN 1880-2834、北ヨーロッパ学会、2014、第10巻第0号、41-51頁、CRID 1390001288072980224、doi:10.24579/janes.10.0_41。
- 大溪 太郎「歴史家 J・E・サーシュのスカンディナヴィア主義論 : ノルウェーの左派における一例として」『早稲田大学大学院文学研究科紀要』ISSN 2432-7344、早稲田大学大学院文学研究科、2018-03-15、第63号、623-639頁、CRID 1050001202483468160。